# Оризари (Липково)
Оризари (мкд. Оризари) су насеље у Северној Македонији, у северном делу државе. Оризари припадају општини Липково.

## Географија
Оризари су смештени у северном делу Северне Македоније. Од најближег већег града, Куманова, насеље је удаљено 12 km западно.
Насеље Оризари је у западном делу историјске области Жеглигово. Насеље је положено у источном подножју Скопске Црне Горе, док се ка истоку пружа поље. Надморска висина насеља је приближно 420 метара.
Месна клима је континентална.

## Становништво
Отља је према последњем попису из 2002. године имала 2.094 становника. 
Претежно становништво у насељу су Албанци (99%).
Већинска вероисповест је ислам.